# Jack Kruschen
Jack Kruschen (* 20. März 1922 in Winnipeg, Manitoba, Kanada; † 2. April 2002 in Chandler, Arizona, USA) war ein kanadischer Schauspieler.

## Leben und Karriere
Bereits 1939 spielte Kruschen in Los Angeles bei einem experimentellen Fernsehsender. Er arbeitete in den 1940er-Jahren in Radioshows und am Theater. Erste Filmrollen erhielt er in den 1950er-Jahren, etwa im Science-Fiction-Film Kampf der Welten, viele Nebenrollen in bekannten Filmen folgten. Meistens spielte er Charakterrollen, die deutlich älter als er selbst waren. Ein Höhepunkt seiner Filmkarriere war die Rolle des jüdischen Nachbarn von Jack Lemmon im Filmklassiker Das Appartement (1960), für welche Kruschen eine Oscar-Nominierung als Bester Nebendarsteller erhielt. In den 1960er-Jahren hatte er seine erfolgreichste Zeit mit markanten Nebenrollen in Filmen wie Ein Pyjama für zwei, Ein Köder für die Bestie und MacLintock. 
Ab den 1970er-Jahren ließ seine Popularität etwas nach, bis zum Ende seiner Karriere 1997 spielte Kruschen vor allem in Fernsehfilmen und Fernsehserien. Er verkörperte etwa den italienischen Winzer Rossi in drei Folgen von Bonanza und war als ermordeter Schachspieler Dudek in Columbo zu sehen. Seine letzte Rolle übernahm er 1997 in der Liebeskomödie Zwei Singles in L.A. Jack Kruschen verstarb im Jahre 2002, wenige Tage nach seinem 80. Geburtstag. Kruschen hinterließ seine Ehefrau Mary Pender, mit der er seit 1979 verheiratet war. Aus einer früheren Ehe hatte er zudem zwei Kinder.

## Filmografie (Auswahl)
- 1949: Red, Hot and Blue
- 1950: Der Haß ist blind (No Way Out)
- 1950: Endstation Mord (Gambling House)
- 1951: Der Mordprozeß O’Hara (The People Against O’Hara)
- 1951–1959: Polizeibericht (Dragnet, Fernsehserie, 12 Folgen)
- 1952: Zu allem entschlossen (Meet Danny Wilson)
- 1952: Die Heilige von Fatima (The Miracle of Our Lady of Fatima)
- 1953: Kampf der Welten (The War of the Worlds)
- 1953: Abbott and Costello Go to Mars
- 1953: Der tollkühne Jockey (Money from Home)
- 1954: Die unglaubliche Geschichte der Gladys Glover (It Should Happen to You)
- 1954: Villa mit 100 PS (The Long, Long Trailer)
- 1955: König der Schauspieler (Prince of Players)
- 1955: Treffpunkt Hongkong (Soldier of Fortune)
- 1955: Die Nacht ist voller Schrecken (The Night Holds Terror)
- 1956: Die Benny Goodman Story (The Benny Goodman Story)
- 1956: Stahlharte Männer (The Steel Jungle)
- 1956: Du oder ich (Outside the Law)
- 1956: Mord in den Wolken (Julie)
- 1956: Rauchende Colts (Gunsmoke, Fernsehserie, Folge 2x12)
- 1957: Mannstoll und gefährlich (Reform School Girl)
- 1958: In brutalen Händen (Cry Terror!)
- 1958: Fräulein (Fraulein)
- 1958: Mörder an Bord (The Decks Ran Red)
- 1958: König der Freibeuter (The Buccaneer)
- 1959: Sugarfoot (Fernsehserie, Folge 2x09)
- 1959: Über den Gassen von Nizza (The Man Who Understood Women)
- 1959: Der Herrscher von Kansas (The Jayhawkers!)
- 1959: Josh (Wanted: Dead or Alive, Fernsehserie, 2 Folgen)
- 1959: Die Unbestechlichen (The Untouchables, Fernsehserie, Folge 1x04)
- 1959: Die Krone des Lebens (Beloved Infidel)
- 1959: Weltraumschiff MR-1 gibt keine Antwort (The Angry Red Planet)
- 1959: Die Nervensäge (The Gazebo)
- 1959–1960: Westlich von Santa Fé (The Rifleman, Fernsehserie, 4 Folgen)
- 1960: Tightrope! (Fernsehserie, Folge 1x20)
- 1960: Höllenfahrt (The Last Voyage)
- 1960: Im Wilden Westen (Death Valley Days, Fernsehserie, Folge 8x31)
- 1960: Das Appartement (The Apartment)
- 1960: Hallo Page! (The Bellboy)
- 1960: Sieben Wege ins Verderben (Seven Ways from Sundown)
- 1960: Kein Stern geht verloren (Studs Lonigan)
- 1960: Dazu… gehören zwei (Where the Boys Are)
- 1960/1961: Kein Fall für FBI (The Detectives, Fernsehserie, 2 Folgen)
- 1961: Ich bin noch zu haben (The Ladies Man)
- 1961: Gnadenlose Stadt (Naked City, Fernsehserie, Folge 3x07)
- 1961: Ein Pyjama für zwei (Lover Come Back)
- 1962: Mr. Ed (Mister Ed, Fernsehserie, Folge 2x13 Der Hypochonder)
- 1962: Ein Sommer in Florida (Follow That Dream)
- 1962: Ein Köder für die Bestie (Cape Fear)
- 1963: MacLintock (McLintock!)
- 1964: Goldgräber-Molly (The Unsinkable Molly Brown)
- 1964: Tausend Meilen Staub (Rawhide, Fernsehserie, Folge 7x06)
- 1965: Geliebte Brigitte (Dear Brigitte)
- 1965: Harlow
- 1966: Batman (Fernsehserie, 2 Folgen)
- 1966/1967: Tennisschläger und Kanonen (I Spy, Fernsehserie, 2 Folgen)
- 1966–1968: Bonanza (Fernsehserie, 3 Folgen)
- 1967: Die Meute (The Happening)
- 1967: Caprice
- 1968: Istanbul Expreß (Istanbul Express, Fernsehfilm)
- 1968: Der Chef (Ironside, Fernsehserie, 2 Folgen)
- 1969: Daniel Boone (Fernsehserie, Folge 5x25)
- 1971: Die Millionen-Dollar-Ente (The Million Dollar Duck)
- 1971: Hawaii Fünf-Null (Hawaii Five-O, Fernsehserie, Folge 4x08)
- 1972: Notruf California (Emergency!, Fernsehserie, Folge 1x00)
- 1973: Columbo (Fernsehserie, Folge 2x07 Schach dem Mörder)
- 1973: Dr. med. Marcus Welby (Marcus Welby, M.D., Fernsehserie, Folge 5x07)
- 1973: Der Magier (The Magician, Fernsehserie, Folge 1x05)
- 1974: Ein Sheriff in New York (McCloud, Fernsehserie, Folge 5x03)
- 1974: Der Superschnüffler (Freebie and the Bean)
- 1974: Die Fahrt der Black Pearl (The Log of the Black Pearl)
- 1975: Detektiv Rockford – Anruf genügt (The Rockford Files, Fernsehserie, Folge 2x04)
- 1976: Abenteuer der Landstraße (Movin' On, Fernsehserie, Folge 2x18)
- 1976: Hüter der Wildnis (Guardian of the Wilderness)
- 1977: Busting Loose (Fernsehserie, 14 Folgen)
- 1977–1978: Der Mann in den Bergen (The Life and Times of Grizzly Adams, Fernsehserie, 2 Folgen)
- 1977–1982: Barney Miller (Fernsehserie, 3 Folgen)
- 1978: Der unglaubliche Hulk (The Incredible Hulk, Fernsehserie, Folge 1x06)
- 1978: Die Zwei mit dem Dreh (Switch, Fernsehserie, Folge 3x19)
- 1978: Die Zeitmaschine (The Time Machine, Fernsehfilm)
- 1979/1981: Trapper John, M.D. (Fernsehserie, 2 Folgen)
- 1980: Vegas (Vega$, Fernsehserie, Folge 2x23)
- 1981: CHiPs (Fernsehserie, Folge 4x12 Brandstiftung)
- 1981: Geheimauftrag Hollywood (Under the Rainbow)
- 1981: Unsere kleine Farm (Little House on the Prairie, Fernsehserie, Folge 8x06 Der große Gambini)
- 1981: Legende der Wildnis (Legend of the Wild)
- 1982: Hart aber herzlich (Hart to Hart, Fernsehserie, Folge 3x21)
- 1983: Das A-Team (The A-Team, Fernsehserie, Folge 1x07 Müllaktion in Manhattan)
- 1983/1985: Matt Houston (Fernsehserie, 2 Folgen)
- 1984: Polizeirevier Hill Street (Hill Street Blues, Fernsehserie, Folge 5x08)
- 1984: Ein Colt für alle Fälle (The Fall Guy, Fernsehserie, Folge 4x11)
- 1984–1989: Webster (Fernsehserie, 19 Folgen)
- 1985: Remington Steele (Fernsehserie, Folge 3x15)
- 1985: Bis der Tod Euch scheidet (Deadly Intentions, Fernsehfilm)
- 1987: Magnum (Magnum, P.I., Fernsehserie, Folge 7x17)
- 1990–1991: Material World (Fernsehserie, 8 Folgen)
- 1990/1994: Full House (Fernsehserie, 2 Folgen)
- 1991: Mord ist ihr Hobby (Murder, She Wrote, Fernsehserie, Folge 7x21 Vorbelastet)
- 1991: Matlock (Fernsehserie, Folge 6x04 Der Alptraum)
- 1993: Die Stunde der Wahrheit (The American Clock, Fernsehfilm)
- 1993: Der Prinz von Bel-Air (The Fresh Prince of Bel-Air, Fernsehserie, Folge 4x10)
- 1994: Harrys Nest (Empty Nest, Fernsehserie, Folge 6x14)
- 1994: Hart aber herzlich: Tod einer Freundin (Hart to Hart: Home Is Where the Hart Is, Fernsehfilm)
- 1994: Superman – Die Abenteuer von Lois & Clark (Lois & Clark, Fernsehserie, Folge 2x01)
- 1994: Murphy Brown (Fernsehserie, Folge 7x11 Seine wilde Nacht)
- 1997: Zwei Singles in L.A. (’Til There Was You)

## Auszeichnungen
- 1961: Nominierung für den Oscar als bester Nebendarsteller in Das Appartement